# Salvinorina A
La salvinorina A es la principal molécula psicotrópica activa en Salvia divinorum. La salvinorina A se considera un alucinógeno disociativo.
Es estructuralmente distinto de otros alucinógenos naturales (como DMT, psilocibina y mescalina) porque no contiene átomos de nitrógeno; Por lo tanto, no es un alcaloide (y no se puede representar como sal), sino que es un terpenoide. También difiere en experiencia subjetiva, en comparación con otros alucinógenos, y se ha descrito como disociativo.
La salvinorina A puede producir experiencias psicoactivas en humanos con una duración de acción típica de varios minutos a una hora más o menos, dependiendo del método de ingestión.
La salvinorina A se encuentra con varias otras salvinorinas estructuralmente relacionadas. La salvinorina es un diterpenoide trans-neoclerodano. Actúa como un agonista del receptor de opioides Kappa y es el primer compuesto conocido que actúa sobre este receptor que no es un alcaloide.

## Historia
La salvinorina A fue descrita por primera vez y nombrada en 1982 por Alfredo Ortega y sus colegas en México. Utilizaron una combinación de espectroscopía y cristalografía de rayos X para determinar la estructura química del compuesto, que se demostró que tenía una estructura de diterpeno bicíclico. Casi al mismo tiempo, Leander Julián Valdés III aisló independientemente la molécula como parte de su investigación de doctorado, publicada en 1983. Valdés la llamó divinorina química, y también aisló un análogo que nombró divinorina B. El nombre se corrigió posteriormente a Salvinorina A y B después de que el trabajo se publicó en 1984. Valdés luego aisló la Salvinorina C.

## Farmacología
La Salvinorina A es un diterpenoide trans-neoclerodano con la fórmula química C23H28O8. A diferencia de otros ligandos de receptores opioides conocidos, la salvinorina A no es un alcaloide, ya que no contiene un átomo de nitrógeno básico. No tiene acción en el receptor de serotonina 5-HT2A, el objetivo molecular principal responsable de las acciones de psicodélicos "clásicos" como LSD y mescalina. También se ha demostrado que la salvinorina A tiene efecto en los receptores CB1 cannabinoides. Aumenta significativamente la prolactina y aumenta inconsistentemente el cortisol. Causa disforia al detener la liberación de dopamina en el cuerpo estriado. La salvinorina A aumenta la actividad de DAT, al tiempo que disminuye la actividad de SERT.

### Farmacocinética
La salvinorina A está efectivamente desactivada por el sistema gastrointestinal, por lo que las rutas alternativas de administración deben usarse para una mejor absorción. Es absorbida por la mucosa oral. Tiene una vida media de alrededor de 8 minutos en primates no humanos.

## Síntesis

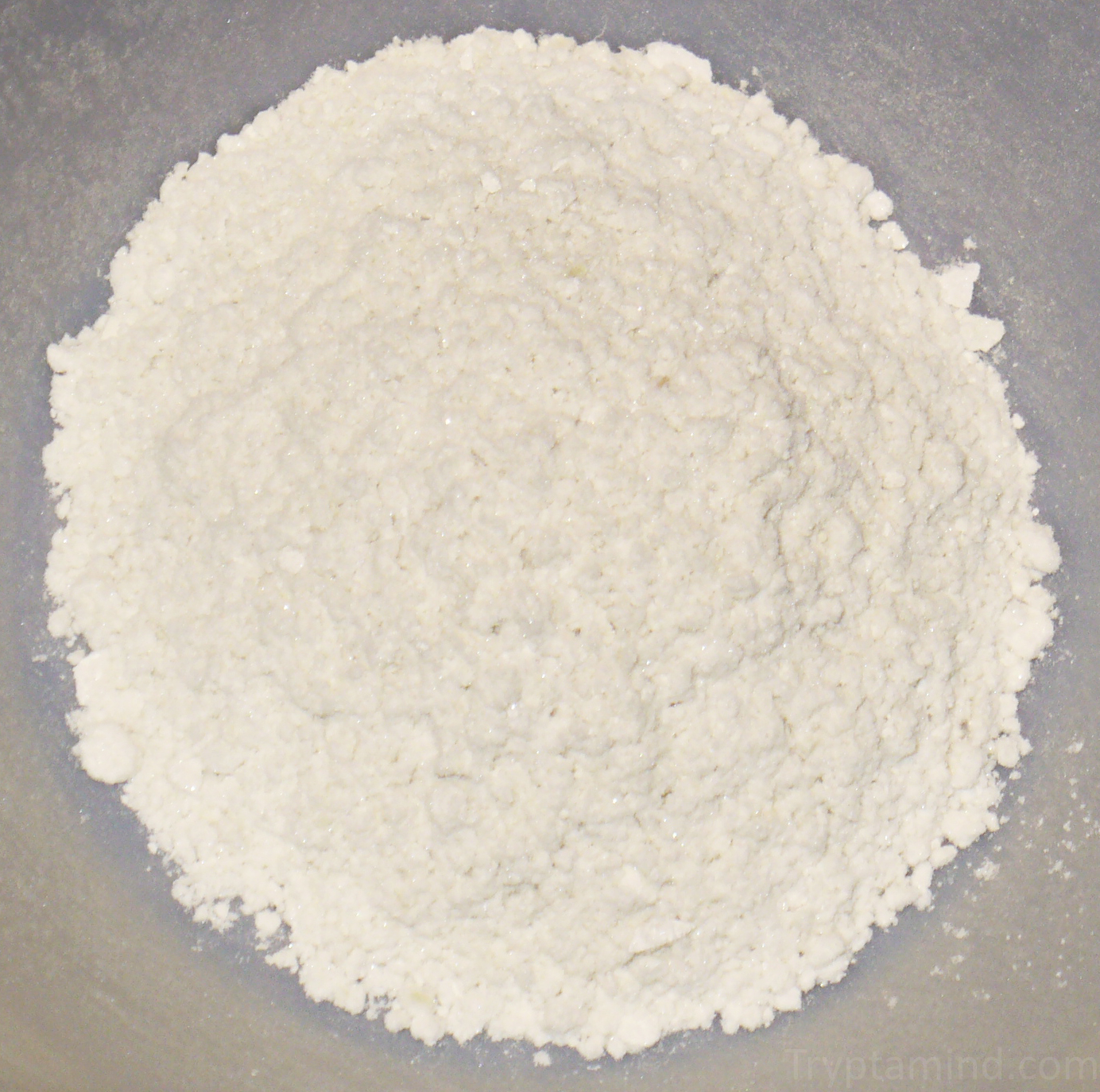
Salvinorina A

### Biosíntesis
El origen biogénico de la síntesis de Salvinorina A se ha dilucidado utilizando resonancia magnética nuclear y análisis ESI-MS de precursores incorporados marcados con isótopos estables de carbono (carbono-13 13c) e hidrógeno (Deuterio 2H). Se biosintetiza a través de la vía 1-desoxi-d-xilulosa-5-fosfato ', en lugar de la vía mevalonato clásica, consistente con la localización plastidial común del metabolismo diterpenoide.
Los terpenoides se biosintetizan a partir de dos precursores de 5 carbonos, isopentenil difosfato (IPP) y dimetilalmente difosfato (DMAPP). El estudio de RMN y MS de Zjawiony sugirió que la biosíntesis de la salvinorina A procede a través de la vía 1-desoxi-d-xilulosa-5-fosfato. En la vía de fosfato de desoxxilulosa, el fosfato 3-fosfato y el piruvato de D-gliceraldehído, los intermedios de la glucólisis se convierten en 1-desoxi-d-xilulosa 5-fosfato mediante descarboxilación. La reducción posterior con NADPH genera 2c-metil-D-eritritol 2,4-ciclodifosfato, a través de los intermedios 4-Diphosfocitidil-2-C-metil-D-tr-tritititol , que luego conducen a IPP y DMAPP.

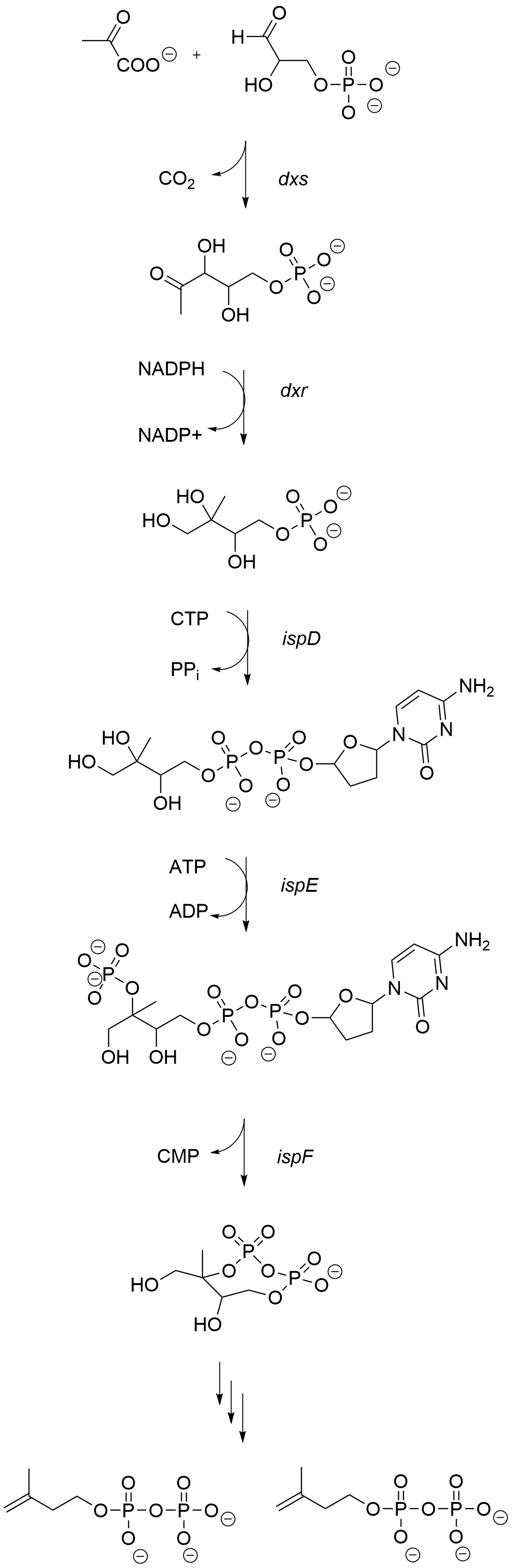
Síntesis de IPP y DMAPP a través de la vía 1-desoxi-d-xilulosa-5-fosfato

La adición posterior de tres unidades IPP de 5 carbonos a una sola unidad DMAPP de 5 carbonos genera el precursor central de 20 carbonos, el difosfato de geranilgeranilo (GGPP). La biciclización de GGPP por la diterpeno sintasa de clase II, ENT-Clerodienil difosfato sintasa (SDCPS2), produce una carbocatión de labdanil difosfato, que posteriormente se reorganiza a través de una secuencia de 1,2-hidruro y desplazamiento de metilo para formar el ent-clerodienil difosfato intermedio. SDCPS2 cataliza la primera reacción cometida en la biosíntesis de Salvinorina A al producir su andamio de clerodano característico. Luego se requiere una serie de reacciones de oxigenación, acilación y metilación para completar la biosíntesis de Salvinorina A.

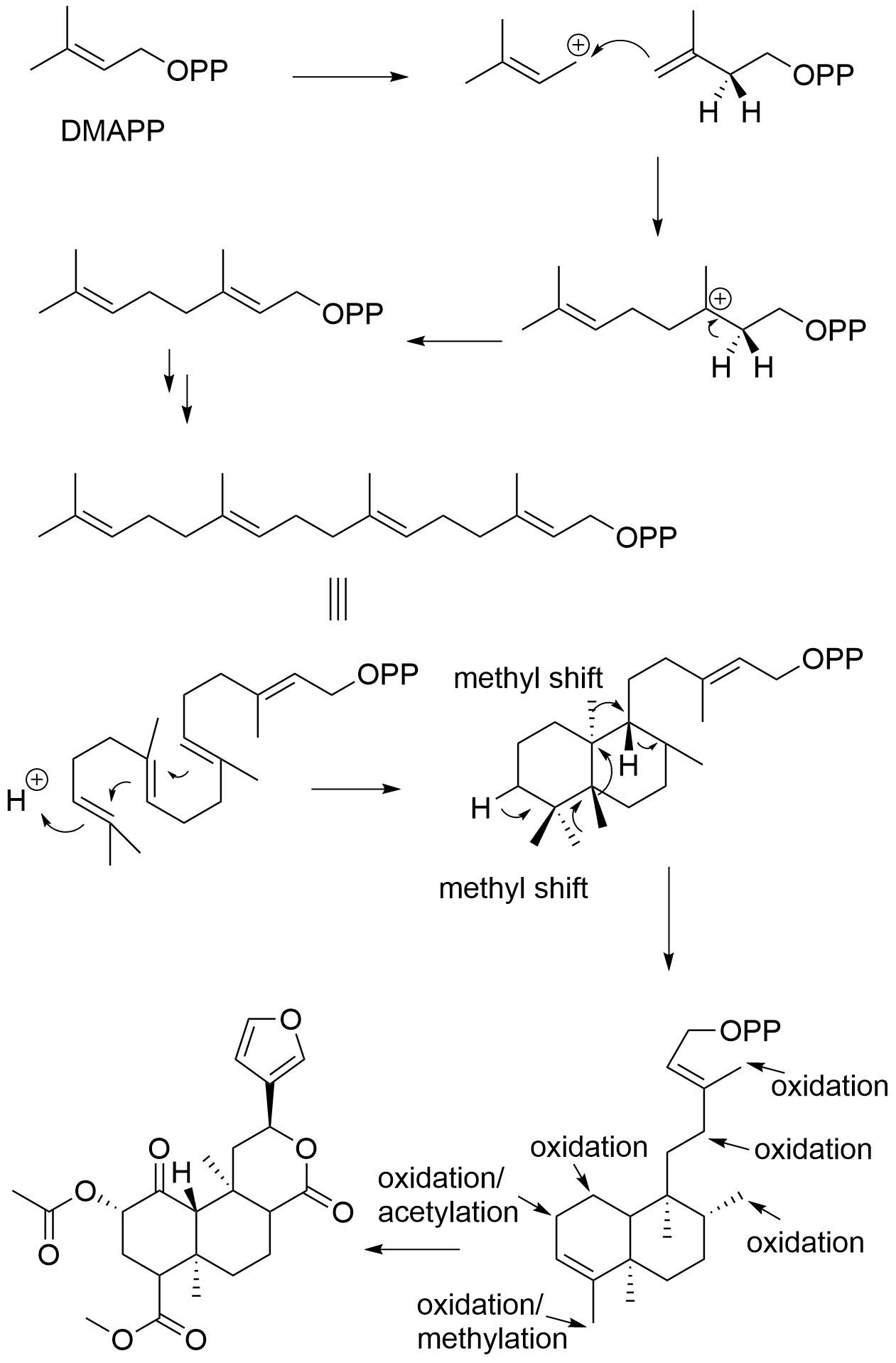
Biosíntesis de Salvinorina A

Similar a muchos compuestos psicoactivos derivados de plantas, la salvinorina A se excreta a través de tricomas glandulares peltados, que residen externos a la epidermis.

### Síntesis química
Se logró una síntesis asimétrica total de Salvinorina A, que se basa en una cascada de reacción de Michael transanular para construir el sistema de anillo, se logró como un rendimiento general de 4.5% en 30 pasos, luego se revisó usando 24 pasos para producir la salvinorina A con un rendimiento de 0.15%. Un enfoque del sistema de anillo de transdecalina de Salvinorina A utilizó una estrategia intramolecular de reacción diels-alder / tsuji alilación, y se logró una síntesis total de Salvinorina A utilizando un enfoque intramolecular de Diels-Alder / Alilación Tsuji, combinado con una adición asimétrica de la etapa tardía del resto furano.

## Ocurrencia natural
La salvinorina A se encuentra naturalmente en varias especies de Salvia:
- S. divinorum (0.89mg/g a 3.70mg/g).[24]
- S. recognita (212.9 μg/g).[25]
- S. cryptantha (51.5 μg/g).[25]
- S. glutinosa (38.9 μg/g).[25]

La salvinorina B se ha detectado en S. potentillifolia y S. adenocaulon, sin embargo, estas especies no contienen una cantidad medible de salvinorina A.